# AKB自動車部
AKB自動車部（エーケービー じどうしゃぶ）とはフジテレビ（関東ローカル）で2012年4月28日深夜（4月29日 1:35）から9月29日まで放送されていた、トヨタ自動車一社提供によるAKB48の冠番組。
2012年9月29日深夜放送の最終回からおよそ2ヶ月後の11月24日深夜には、放送時間を1時間に拡大した番外編特番が放送された。

## 概要
当時のAKB48には、普通自動車免許を取得しているメンバーが存在していなかった。その中で、主要メンバーでありトヨタ自動車のコマーシャルに出演していた前田敦子が、2012年1月に出席した成人式にて「免許を取りに行きたい」と発言。
それを叶えるべく、AKB48を総監修する秋元康が「AKB自動車部」の発足を発表。また、トヨタ自動車をスポンサーとして同名の番組を立ち上げ、前田敦子を含めた23人が運転免許を取得するまでの道のりを密着取材する他、運転免許を所持する著名人と実際にドライブロケをすることで「車のある生活の楽しさ」を伝える。
フジテレビにおける土曜日のトヨタ自動車一社提供番組は朝7:45 - 8:00に放送していた『マルコポーロの子供たち』以来となる。またレギュラー放送終了後、同局のトヨタ一社提供枠は『テラスハウス』（2012年10月 - 2014年3月）→『ミライ☆モンスター』（2014年4月 - 2017年3月）へと引き継がれた。

## AKB自動車部 参加メンバー
所属チームは放送当時のもの
番組への出演者は「放送日・放送内容・出演ゲスト」を参照。
- 前田敦子[注 3]
- AKB48
  - チームA：高城亜樹、高橋みなみ[注 4]、仲川遥香、中田ちさと、仲谷明香、松原夏海
  - チームK：秋元才加、大島優子、田名部生来、仁藤萌乃、野中美郷、藤江れいな、峯岸みなみ（部長）
  - チームB：石田晴香、佐藤夏希、鈴木紫帆里、鈴木まりや、近野莉菜（副部長）、増田有華
- SKE48
  - チームE：高木由麻奈
  - 研究生：松村香織
- NMB48
  - チームN：山田菜々

## コーナー
- 前田敦子免許取得物語（2012年4月28日 - 9月29日）
- 自動車部課外授業〜先輩芸能人とステキなドライブデート〜（2012年5月5日 - 8月18日）

## 放送日程
| 回       | 放送日 （初回） | 前田敦子免許取得物語                                                               | ゲスト                               | 自動車部メンバー ［※（）内は運転指導者］    | その他                               |
| -------- | --------------- | ---------------------------------------------------------------------------------- | ------------------------------------ | ------------------------------------------- | ------------------------------------ |
| 1        | 2012年 4月28日  | 教習所申込書記入                                                                   | -                                    | -                                           | 部員によるトーク                     |
| 2        | 5月5日          | 教習所へ申込書提出                                                                 | 石田純一                             | 峯岸・近野                                  | -                                    |
| 3        | 5月12日         | 初めての学科講習                                                                   | 石田純一                             | 峯岸・近野                                  | 自動車ウルトラクイズ                 |
| 4        | 5月19日         | 教習2日目・交通ルールクイズ                                                        | 石田純一 河本準一                    | 峯岸・近野（石田） 高橋・峯岸（河本）       | -                                    |
| 5        | 5月26日         | Lesson.1 はじめての運転 AT編 Lesson.2 はじめての運転 MT編                          | 河本準一                             | 高橋・峯岸                                  | -                                    |
| 6        | 6月2日          | Lesson.3 MT車 技能教習（2回目） Lesson.4 特別講師による課外授業                    | 細川茂樹 片山右京                    | 仲川・松原・峯岸・増田（細川） 前田（片山） | -                                    |
| 7        | 6月9日          | Lesson.5 未来の愛車探し                                                            | 細川茂樹 片山右京                    | 仲川・松原・峯岸・増田（細川） 前田（片山） | -                                    |
| 8        | 6月16日         | 試乗車でドライブ MT技能講習3日目終了                                               | 細川茂樹 片山右京                    | 仲川・松原・峯岸・増田（細川） 前田（片山） | -                                    |
| 9        | 6月23日         | Lesson.6 “AKB総選挙”生放送直前 抜き打ち学科テスト                                  | 山下真司                             | 仲川・松原・峯岸・増田                      | -                                    |
| 10       | 6月30日         | Lesson.6-2 “AKB総選挙”生放送直前 抜き打ち学科テスト（後編） マニュアル車教習 4回目 | 山下真司                             | 仲川・松原・峯岸・増田                      | -                                    |
| 11       | 7月7日          | Lesson.7 坂道発進                                                                  | 山下真司                             | 仲川・松原・峯岸・増田                      | -                                    |
| 12       | 7月14日         | AKB自動車部専用教習車お披露目                                                      | 山下真司                             | 仲川・松原・峯岸・増田                      | -                                    |
| -        | 7月21日         | 『FNS27時間テレビ 26』のため放送休止                                               | 『FNS27時間テレビ 26』のため放送休止 | 『FNS27時間テレビ 26』のため放送休止        | 『FNS27時間テレビ 26』のため放送休止 |
| 13       | 7月28日         | Lesson.8 S字&クランク                                                              | -                                    | 秋元・仁藤・野中・峯岸                      | 専用教習車を飾り付け                 |
| 14       | 8月4日          | 技能教習                                                                           | つるの剛士                           | 秋元・仁藤・野中・峯岸                      | -                                    |
| 15       | 8月11日         | 学科教習                                                                           | つるの剛士                           | 秋元・仁藤・野中・峯岸                      | -                                    |
| 16       | 8月18日         | 学科教習                                                                           | つるの剛士                           | 秋元・仁藤・野中・峯岸                      | -                                    |
| 17       | 8月25日         | 技能教習                                                                           | -                                    | 高城・仲川・秋元・峯岸                      | 自動車部員教習所入校!                |
| 18       | 9月1日          | 仮免許試験直前                                                                     | -                                    | 高城・仲川・秋元・峯岸                      | 車の楽しさを限界まで味わう           |
| 19       | 9月8日          | 仮免許試験直前                                                                     | -                                    | 高城・仲川・秋元・峯岸                      | 車の楽しさを限界まで味わう           |
| 20       | 9月15日         | Lesson.9 仮免許試験                                                                | -                                    | 高城・仲川・秋元・峯岸                      | 車の楽しさを限界まで味わう           |
| 21       | 9月22日         | 仮免許試験合格                                                                     | -                                    | -                                           | -                                    |
| 22       | 9月29日         | 復習SP                                                                             | -                                    | -                                           | -                                    |
| 1時間 SP | 11月24日        | はじめてのドライブin沖縄                                                           | ロッチ COWCOW                        | -                                           | -                                    |

## 主題歌・挿入歌
オープニングテーマ・エンディングテーマ
- AKB48「真夏のSounds good !」(You, Be Cool!/KING RECORDS)

テーマソング（挿入歌）
- 前田敦子「Sunday drive」(You, Be Cool!/KING RECORDS)

## ネット局
| 放送地域                                                                   | 放送局                  | 系列                    | 放送日                  | 放送時間                | 遅れ日数                |
| 『AKB自動車部』ネット局                                                    | 『AKB自動車部』ネット局 | 『AKB自動車部』ネット局 | 『AKB自動車部』ネット局 | 『AKB自動車部』ネット局 | 『AKB自動車部』ネット局 |
| -------------------------------------------------------------------------- | ----------------------- | ----------------------- | ----------------------- | ----------------------- | ----------------------- |
| 関東広域圏                                                                 | フジテレビ              | フジテレビ系列          | 2012年4月28日 - 9月29日 | 土曜日25:35 - 25:50     | 制作局                  |
| 『AKB自動車部SP前田敦子運転免許取得記念!初めてのドライブ in 沖縄』ネット局 |                         |                         |                         |                         |                         |
| 関東広域圏                                                                 | フジテレビ              | フジテレビ系列          | 2012年11月24日          | 25:55-26:55             | 制作局                  |
| 近畿広域圏                                                                 | 関西テレビ              | フジテレビ系列          | 2012年12月22日          | 26:05 - 27:05           | 28日遅れ                |
| 中京広域圏                                                                 | 東海テレビ              | フジテレビ系列          | 2012年12月28日          | 25:30 - 26:30           | 34日遅れ                |

## スタッフ
『前田敦子運転免許取得記念!初めてのドライブ in 沖縄』放送時点。
- 企画協力：秋元康
- 編成：松崎容子、濱野貴敏
- 構成：石坂伸太郎、北本かつら
- ナレーション：柳沢三千代
- CAM：我喜屋大輔、内間悟、平田守
- 音声：棚原克次、山田普、松本学
- メイク：加藤由紀、aya
- スタイリスト：安藤真由美（Super Continental）
- 編集：十川海次郎
- MA：松尾隆裕
- 音響効果：小堀一 (OKK)
- 協力：博報堂
- 技術協力：e-naスタジオ
- 空撮：ブルースカイ
- 車両：アンドインディー、前田正樹（アンドインディー）
- 美術協力：フジアール
- 広報：瀧澤航一郎
- 営業：夏野亮（レギュラー放送時は「編成」担当）、根本俊太郎（フジテレビ）
- 沖縄ロケ：荒木靖、名嘉真崇介、名嘉眞朝憲
- AD：勝見拓也、藤井童子
- AP：川原布友美
- ディレクター：次郎垣内保、岡本健吾
- 演出：澤田親宏 (SLASH creative office)
- プロデューサー：織田実、白根淳子
- 制作協力：FCC
- 制作著作：フジテレビ

### 過去のスタッフ
- CAM：藤本裕武
- 音声：藤本樹恒
- メイク：平野琴恵 (AKS)、山田かつら
- スタイリスト：松村純子、遊井美紀
- 編集：青沼毅
- 技術協力：エイムビジュアル
- ドライブルート：市倉仁志
- 車両：京北サービス
- 広報：島谷真理
- AD：曽我和隆、小塚裕太郎
- AP：輪千雄一